# مايكل ريد (مصور سينمائي)
مايكل ريد هو مصور سينمائي كندي، ولد في 7 يوليو 1929 في كندا.

## وصلات خارجية
- مايكل ريد على موقع IMDb (الإنجليزية)
- مايكل ريد على موقع ألو سيني (الفرنسية)
- مايكل ريد على موقع أول موفي (الإنجليزية)
- مايكل ريد على موقع قاعدة بيانات الأفلام السويدية (السويدية)
- مايكل ريد على موقع قاعدة بيانات الفيلم (الإنجليزية)
- مايكل ريد على موقع كينوبويسك (الروسية)